# Ruská Nová Ves
Ruská Nová Ves (ungarisch Sósújfalu) ist eine Gemeinde im Osten der Slowakei mit 1398 Einwohnern (Stand 31. Dezember 2024) im Okres Prešov, einem Teil des Prešovský kraj und wird zur traditionellen Landschaft Šariš gezählt. Der Ort wurde zum ersten Mal 1419 schriftlich erwähnt.

## Geographie
Die Gemeinde befindet sich am Fuße der Slanské vrchy und liegt auf einer Höhe von 418 m n.m. Das Stadtzentrum von Prešov liegt etwa 6,5 km entfernt in nordwestlicher Richtung.

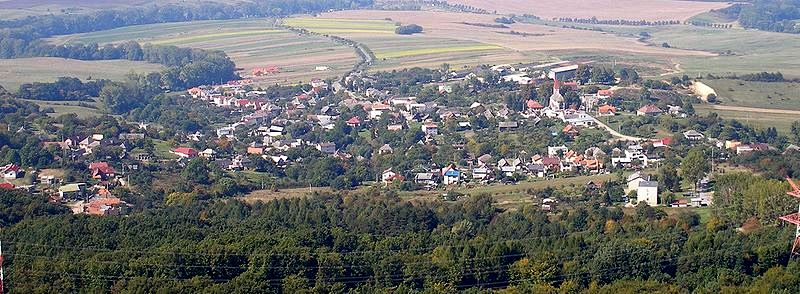
Blick auf Ruská Nová Ves von der Burg Zbojnícky zámok aus

## Bevölkerung
| Jahr                | 1994 | 2004     | 2014     | 2024     |
| ------------------- | ---- | -------- | -------- | -------- |
| Anzahl der Personen | 851  | 993      | 1175     | 1398     |
| Unterschied         |      | +16,68 % | +18,32 % | +18,97 % |

| Jahr                | 2023 | 2024    |
| ------------------- | ---- | ------- |
| Anzahl der Personen | 1390 | 1398    |
| Unterschied         |      | +0,57 % |

Ergebnisse der Volkszählung 2001 (916 Einwohner):
| Nach Ethnie: - 97,49 % Slowaken - 1,09 % Zigeuner - 0,44 % Russinen - 0,44 % Ukrainer | Nach Konfession: - 46,29 % römisch-katholisch - 46,07 % griechisch-katholisch - 2,73 % orthodox - 1,97 % konfessionslos - 1,97 % keine Angabe |

## Sehenswürdigkeiten
- griechisch-katholische Kirche, 1790 erbaut
- römisch-katholische Kirche, 2012 erbaut
- Überreste der Burg Zbojnícky zámok